# Stick to Your Guns
Stick to Your Guns is een Amerikaanse hardcore-punkband uit Orange County, Californië. De bandleden zijn Jesse Barnett (zang), Andrew Rose (bas), George Schmitz (drums), Chris Rawson en Josh James (gitaar). De band is op dit moment onder contract bij Pure Noise Records.

## Geschiedenis

### Vroege jaren (2003-2008)
Frontman Jesse Barnett vormde de band met het werven van Casey Lagos op drums. Nadat ze samen een paar nummers hadden gemaakt kwamen Justin Rutherford en Curtis Pleshe erbij op gitaar en Noah Calvin op basgitaar. Hun stijl maakte lokaal indruk, wat leidde tot het uitkomen van hun eerste ep, Compassion without Compromise, in 2004. De band reisde naar Oakland, Californië, om hun debuutalbum For What It's Worth op te nemen, welke later werd uitgegeven door This City Is Burning Records. Er volgde een tournee door de Verenigde Staten.
In 2007 tekende de band bij Century Media Records en gaven ze hun debuutalbum opnieuw uit, met twee bonusnummers. Na verschillende veranderingen van line-up begon de band met het opnemen van hun tweede album met slechts twee leden: Jesse Barnett en Casey Lagos. Het tweede album, Comes from the Heart, kwam uit in 2008 bij Century Media. Het album werd gemarkeerd door een aanzienlijke verandering in de vocale stijl van Barnett. In 2008 deed de band mee aan diverse tournees, waaronder de Warped Tour en Hell on Earth. In november 2008, tijdens een tournee met Every Time I Die, verliet Casey Lagos de band omdat hij zijn eigen muzikale carrière wilde nastreven.

### Tekenen bij Sumerian Records (2008–2011)
Ash Avildsen van Sumerian Records tekende de band, na hun gezien te hebben in het Anaheim House of Blues. In 2010 begon de band te werken aan hun derde album met een stabiele line-up bestaande uit Jesse Barnett als vocalist, George Schmitz op drums, Chris Rawson en Reid Haymond op gitaar en Andrew Rose op basgitaar. The Hope Division kwam uit op 1 juni, en zorgde voor mainstream succes.

### DiamondenDisobedient(2011–2016)
In 2011 kwam een single getiteld Bringing You Down (A New World Overthrow) uit, met gastvocalist Karl Schwartz van First Blood. Deze single kwam uit als ondersteuning van de Occupy Wall Street beweging. Het nummer was een vroege versie van een single van hun vierde album, Diamond, welke in 2012 uitkwam met Josh James (van Evergreen Terrace) als vervanger van Reid Haymond op gitaar. Later dat jaar bevestigde Josh James dat hij Evergreen Terrace verliet om permanent bandlid van Stick to Your Guns te worden.
De band gaf diverse singles uit om het album te promoten. Een van de singles, We Still Believe, kreeg speeltijd op de radio. Het album zorgde er voor dat de band een plek kreeg op de Warped Tour van 2013. Tijdens Warped Tour werd bekend dat het album Diamond de Independent Music Award voor beste hardcore-/metalalbum van het jaar had gewonnen.
In 2013 bracht Pure Noise Records een split-ep uit met twee nummers van de band en twee nummers van The Story So Far. De ep bevatte hun single We Still Believe en een cover van Inside Outs Burning Fight. In 2014 kwam Diamond: Decade Edition uit, een heruitgave op vinyl van Diamond met drie bonusnummers. De band kwam ook voor op Florence + The Sphinx: Sumerian Ceremonials, een tribuutalbum voor Florence + The Machine, met een cover van Dog Days Are Over.
Op 5 februari 2014 ging de band de studio in met producer John Feldmann (The Used, Story of the Year) om hun vijfde studioalbum op te nemen. Gedurende de opnames bracht de band studio updates uit, waarbij ze diverse gastvocalisten bevestigden, waaronder: Scott Vogel van Terror, Toby Morse van H2O, Walter Delgado van Rotting Out, de leden van Motionless in White en producer John Feldmann zelf. De opnames waren klaar op 12 maart 2014.
Op 14 september 2014 plaatse de band een teaservideo van hun nieuwe album op hun Facebookpagina, waarbij werd aangekondigd dat de titel van het album Disobient was, en waarbij ook de verschijningsdatum werd aangekondigd: 10 februari 2015. De band gaf op 21 oktober 2014 een nieuwe track van het album uit, getiteld Nobody, via Alternative Press.

### Pure Noise Records enTrue View(2016–heden)
Op 7 juli 2016 werd bekend dat Stick to Your Guns getekend had bij Pure Noise Records.
Op 27 juli 2017 kwam een nieuw nummer, The Sun, The Moon, The Truth: Penance of Self, uit en werd het zesde studioalbum True View aangekondigd. Op 8 september 2017 verscheen het nummer Married to the Noise, gevolgd door het zesde studioalbum True View op 13 oktober 2017.

## Muzikale stijl en invloeden
Stick to Your Guns wordt beschreven als hardcore punk en metalcore. De invloeden van de bandleden zijn Propagandhi, Boysetsfire, Metallica, Trial en Hatebreed.
De songteksten snijden onderwerpen aan variërend van zelfreflectie naar politieke en sociale statements. Stick to Your Guns identificeert zich met de subcultuur straight edge, en George Schmitz omschreef het eens als 'een geheime straight edge band' omdat ze richtten op verschillende andere onderwerpen tijdens hun carrière naast alleen deze beweging.

## Discografie
Studioalbums
- For What It's Worth (2005, This City Is Burning Records)
- Comes from the Heart (2008, Century Media Records)
- The Hope Division (2010, Sumerian Records)
- Diamond (2012, Sumerian Records)
- Disobedient (2015, Sumerian Records)
- True View (2017, Pure Noise Records)[21]

Extended plays
- Compassion without Compromise (2004, in eigen beheer)
- The Story So Far vs. Stick to Your Guns (split-cd) (2013, Pure Noise Records)
- Better Ash Than Dust (2016, Pure Noise Records/End Hits Records)

Andere nummers
- "Laught Right Back" – versie 2008
- "Bringing You Down (A New World Overthrow)" – single uit 2011, later opnieuw opgenomen voor Diamond
- "Dog Days Are Over" – op Florence + The Sphinx: Sumerian Ceremonials